# 분양서원
분양서원(汾陽書院)은 대한민국 전북특별자치도 무주군에 있는, 남은 서섭과 취정 서효재의 학문과 덕을 추모하기 위해 세운 서원이다. 2000년 6월 23일 전라북도의 문화재자료 제161호로 지정되었다.

## 개요
남은 서섭과 취정 서효재의 학문과 덕을 추모하기 위해 세운 서원이다.
서섭은 세종(재위 1418∼1450) 때 이조판서를 지냈고, 후일 사육신의 순절을 애통해 하여 시골로 내려와 은둔생활과 후학을 기르며 여생을 보냈다.
대구 서씨 문중의 서당이었던 풍성당을 무풍면 지성리로 옮겨 고쳐 짓고, 1901년 분양정사라 하고 제사지내 오다가 1945년 동편에 숭모사를 세웠다. 1973년 분양서원으로 이름을 바꿔 오늘에 이르고 있다.
현재 남아 있는 건물로는 숭모사, 강당, 화수헌 1동, 수직사 1동 등이 있다.
숭모사는 앞면 3칸·옆면 1칸 규모로, 지붕은 옆면에서 볼 때 사람 인(人)자 모양인 맞배지붕이다. 강당은 앞면 4칸·옆면 1칸 크기이며, 옆면에서 볼 때 여덟 팔(八)자 모양인 팔작지붕으로 꾸몄다.

## 참고 자료
- 분양서원 - 국가유산청 국가유산포털